# All Things Fall Apart – Wenn alles zerfällt …
All Things Fall Apart – Wenn alles zerfällt … (Originaltitel: All Things Fall Apart) ist ein US-amerikanischer Kinofilm aus dem Jahr 2011 unter der Regie von Mario van Peebles, der auch eine Hauptrolle übernahm. In weiteren Rollen spielen Curtis Jackson (alias 50 Cent), Lynn Whitfield und Ray Liotta. Der Film wurde in Michigan gedreht und erstmals am 5. März 2011 auf dem Miami International Film Festival gezeigt.

## Handlung
Deon ist ein erfolgreicher Football-Spieler in einer College-Mannschaft. Trotz der Anerkennung und Bekanntheit durch sein athletisches Können ist er ein Familienmensch geblieben. Seine Mutter Bee ist stolz auf ihn, sein jüngerer Bruder Sean ist zurückhaltend und Eric, der Freund seiner Mutter, sieht in dem aufsteigenden Football-Star einen Lotto-Gewinn. Kurz vor seinem Wechsel in die NFL wird bei ihm ein tödlicher Tumor diagnostiziert. Während Deon gegen den Krebs ankämpft, kommen Geldprobleme auf die Familie zu.
Da er keinen Abschluss hat, tut er sich schwer einen Job zu finden. Als Sportler kann er nie wieder aktiv werden. Er erbettelt sich einen Job als Autoverkäufer in der Firma, wo sein Bruder angestellt ist. Dort kann er in kurzer Zeit die Verkäufe verdoppeln und findet somit wieder zurück ins Leben. Nach einer Schmerz-Attacke diagnostiziert sein Arzt, dass sich ein neuer Tumor im Gehirn gebildet hat und er nur noch wenige Zeit zu leben hat. Bei einer Abschiedsparty  lädt er noch einmal seine Freunde und Familienmitglieder ein um sich mit allen zu versöhnen.

## Streit um den Filmtitel
Anfänglich wurde der Film unter demselben Titel produziert wie Chinua Achebes Roman Things Fall Apart aus dem Jahre 1958. Nachdem Achebes Anwälte 50 Cent kontaktierten, bot der Musiker Achebe eine Million US-Dollar für die Titelrechte an. Der Autor sah dies als Beleidigung an. Die Stiftung, die Achebes Rechte verwaltet, stellte fest: „Der Roman mit dem genannten Titel wurde ursprünglich 1958 produziert. Er gilt als das meistgelesene Buch in der modernen afrikanischen Literatur und wird auch nicht für eine Milliarde Pfund verkauft.“ Der Film wurde daraufhin in All Things Fall Apart umbenannt.

## Produktion
50 Cent, dessen Rolle auf einem an Krebs verstorbenen Freund aus seiner Kindheit basiert, nahm 24 Kilogramm ab, um Deon angemessen zu verkörpern. Durch eine Diät und täglich drei Stunden auf dem Laufband ging 50 Cent von 97 Kilogramm auf 73 Kilogramm in neun Wochen.
Das Budget des Films wird auf rund 7.000.000 US-Dollar geschätzt.

## Kritik
Der Filmdienst urteilte, das „ambitionierte Thema, der Umgang mit Krebs“, werde von „Klischees überlagert“. Zudem würde sich die Geschichte „in allzu vielen Seitensträngen“ verzetteln. Die „uninspirierte Inszenierung und ein schwacher Hauptdarsteller“ täten das übrige, „um das Drama in die Belanglosigkeit abgleiten zu lassen“.